# Чамерия
Чамърия (на албански: Çamëria; на гръцки: Τσαμουριά) или понякога и Чамурия  е название на историческа област обхващаща територия от северната част на днешен гръцки Епир в номите Теспротия и Янина, северно от река Ахерон, както и част от Северен Епир. Понятието не бива да се смесва с придобилото известност политическо определение за Северен Епир, тоест само за северните територии на исторически Епир, които са в Албания, тъй като Чамерия/Чамурия обхваща южните части на историческата област Епир.
Самото име Чамурия или Чамърия, въпреки неговата етимология, се приема от Гърция за проява на албански иредентизъм. 

## Историческа ретроспекция
В античността Чамерия е родина на илирийското племе хаони. Според Вергилий, името на областта е епоним от Хаон – легендарен прародител на племето хаони.
Според Страбон, Хаония обхваща територия в Епир от Саранда на север, района на река Каламас, до Амбракия на юг. Римският историк Апиан упоменава Хаония, като най-южната част на Илирия. Градове разположени на територията на древна Хаония са днешните Химара, Бутринт, Саранда, и античните Фойник, Панормо и Антигония.
През средновековието на територията на областта се формира княжество Зенебищи с център Гирокастро, а на юг албанските властели на цар Стефан Душан след победата в битка при Ахелой създават две нови васални деспотства в Душановото царство – Артско деспотство и Деспотство Ангелокастро и Лепанто.

## Етимология
Чамерия е османизъм.  Етимологически наименованието произлиза от среднобългарското „чам“, т.е. чамово или иглолистно дърво – каквито са се срещали в областта.  Алтернативната версия за произхода на другото име Чамурия е, че произлиза от османската калка „чамур“ (кална пръст, калище). Последното се свързва с блатистия терен на север покрай Амбракийския залив и покрай устията на Лурос и Арахтос. Планината Габрово в този най-южен район се нарича още на гръцки и Блатна, а южно-разположената ѝ област се нарича на гръцки Балтос.
Днешен южен Пинд (Аграфа), приспадал към областта. Той придобил автономен статут по силата на договор от Чамаси (както се транскрибира на български), носещ името си по османското име на днешното село Анавра (дем Софада, ном Кардица) в Тесалия.

## Обхват и граници
В съвременното гръцко разбиране за обхвата на тази област, това е Теспротия (известна също през средновековието от византийски източници като Вагенетия), макар в междувоенния период и самите гърци да считат, че в обхвата на областта са Парга и Амудия, т.е. териториите северно от Ахерон. В по-широк смисъл, това е областта разположена на север от Амбракийския залив и на запад от планината Пинд.  Северната ѝ граница не е точно определена – в античността, това е река Тиамис, а в Средновековието достига до планината Логара от Канали, с поречието на Вьоса – на север и североизток.
В чисто лингвистичен план, Чамерия е територията между устието на река Ахерон на юг, района на Бутринт на север, и Пинд на изток.  В началото на 19 век Христофорос Перевос отбелязва, че чамите обитават района между река Бистрица на север и Сули на юг.  Сами Фрашъри отбелязва, че Чамерия обхваща териториите на османските каази Парамития, Филатон и Превеза.  В междувоенния период, Николас Хамонд описва Чамерия като състояща се регионите с главни селища Парамития и Маргарити.  Същевременно предвоенни гръцки източници твърдят, че Чамерия е областта от Ахерон до Бутринт – към вътрешността на страната, достигайки на изток до, и по склоновете на планината Томарос, вкл. Парга. 